# Rudi Rutar
Rudi Rutar, slovenski, pravnik in ekonomist, * (?) 1903, Gorica, † (?) 1974, (?).
Po maturi na goriški gimnaziji je študiral ekonomijo in pravo. Po 2. svetovni vojni je kot strokovnjak za gospodarska vprašanja deloval na jugoslovanskem delu goriške pokrajine, predvsem v goriškem okraju ter v občini Nova Gorica. 